# Einleitungsbehörde
Eine Einleitungsbehörde ist in Deutschland eine Dienststelle der Bundeswehr, die ein gerichtliches Disziplinarverfahren nach der Wehrdisziplinarordnung gegen einen Soldaten bei Verdacht eines erheblichen Dienstvergehens einleiten kann oder bis 2002 ein Disziplinarverfahren gegen Bundesbeamte nach der Bundesdisziplinarordnung. Für Beamte entspricht sie heute der obersten Dienstbehörde, die Klage gegen Beamte in gerichtlichen Disziplinarverfahren nach dem Bundesdisziplinargesetz erheben kann, sowie der Staatsanwaltschaft in Strafverfahren.
Einleitungsbehörde ist grundsätzlich der Kommandeur einer Division, ein höherer Vorgesetzter oder Vorgesetzte in entsprechender oder vergleichbarer Dienststellung (§ 92 Abs. 1 Nr. 2 WDO), für Offiziere vom Dienstgrad eines Obersten und eines entsprechenden Dienstgrades an aufwärts oder für frühere Soldaten das Bundesministerium der Verteidigung (§ 92 Abs. 1 Nrn. 1 u. 3 WDO).

## Gerichtliches Disziplinarverfahren
Das gerichtliche Disziplinarverfahren wird durch schriftliche Verfügung der Einleitungsbehörde eingeleitet (§ 93 Abs. 1 S. 1 WDO). Hält die Einleitungsbehörde eine gerichtliche Disziplinarmaßnahme für geboten, kann sie das gerichtliche Disziplinarverfahren auch einleiten, wenn ein Disziplinarvorgesetzter wegen der Tat bereits eine Disziplinarmaßnahme verhängt oder eine Disziplinarmaßnahme nicht für zulässig oder angebracht gehalten und seine Entscheidung dem Soldaten bekannt gegeben hat (§ 96 Abs. 1 S. 1 WDO).
Zur Vorbereitung ihrer Entschließung über die Einleitung eines gerichtlichen Disziplinarverfahrens kann die Einleitungsbehörde den Wehrdisziplinaranwalt um die Vornahme von Vorermittlungen ersuchen. Werden dem Wehrdisziplinaranwalt Tatsachen bekannt, welche die Verhängung einer gerichtlichen Disziplinarmaßnahme erwarten lassen, so nimmt er dessen unbeschadet Vorermittlungen auf und führt die Entscheidung der Einleitungsbehörde herbei (§ 92 Abs. 1 S. 1 f. WDO).
Die Einleitungsbehörde hat das gerichtliche Disziplinarverfahren einzustellen, wenn ein Verfahrenshindernis besteht, eine gerichtliche Disziplinarmaßnahme nicht zulässig ist, nur Kürzung der Dienstbezüge oder Kürzung des Ruhegehalts zu erwarten ist, diese Disziplinarmaßnahmen aber nicht verhängt werden dürfen oder ein Dienstvergehen nicht vorliegt oder nicht erwiesen ist (§ 98 Abs. 1 WDO). Die Einleitungsbehörde kann das gerichtliche Disziplinarverfahren einstellen, wenn sie dies nach dem Ergebnis der Ermittlungen oder aus anderen Gründen für angebracht hält (§ 98 Abs. 2 WDO).
Stellt die Einleitungsbehörde das gerichtliche Disziplinarverfahren nicht ein, legt der Wehrdisziplinaranwalt eine Anschuldigungsschrift mit den Akten dem Truppendienstgericht vor. Die Anschuldigungsschrift soll die Tatsachen, in denen ein Dienstvergehen erblickt wird, und die Beweismittel geordnet darstellen. Sie darf diese Tatsachen zu Ungunsten des Soldaten nur insoweit verwerten, als ihm Gelegenheit gegeben worden ist, sich dazu zu äußern. Mit dem Eingang der Anschuldigungsschrift ist das Verfahren bei dem Truppendienstgericht anhängig (§ 99 Abs. 1 WDO).
Die Einleitungsbehörde kann einen Soldaten vorläufig des Dienstes entheben, wenn das gerichtliche Disziplinarverfahren gegen ihn eingeleitet wird oder eingeleitet worden ist. Mit der vorläufigen Dienstenthebung kann das Verbot, Uniform zu tragen, verbunden werden (§ 126 Abs. 1 WDO). Die Einleitungsbehörde kann gleichzeitig mit der vorläufigen Dienstenthebung oder später anordnen, dass dem Soldaten ein Teil, höchstens die Hälfte der jeweiligen Dienstbezüge einbehalten wird, wenn im gerichtlichen Disziplinarverfahren voraussichtlich auf Entfernung aus dem Dienstverhältnis oder Aberkennung des Ruhegehalts erkannt werden wird (§ 126 Abs. 2 S. 1 WDO).
Die Wehrdisziplinaranwälte vertreten die dem Bundesministerium der Verteidigung nachgeordneten Einleitungsbehörden im gerichtlichen Disziplinarverfahren. Sie vertreten das Bundesministerium auch, wenn es selbst Einleitungsbehörde ist. Sie haben den Ersuchen der Einleitungsbehörde zu entsprechen (§ 81 Abs. 2 S. 1–3 WDO).
Der Soldat kann gegen eine Aussetzung durch die Einleitungsbehörde die Entscheidung des Truppendienstgerichts beantragen. Dieses entscheidet endgültig (§ 83 Abs. 4 S. 1 f. WDO). Die tatsächlichen Feststellungen eines rechtskräftigen Urteils im Straf- oder Bußgeldverfahren, auf denen die Entscheidung beruht, sind im gerichtlichen Disziplinarverfahren, das denselben Sachverhalt zum Gegenstand hat, für die Einleitungsbehörde bindend (§ 84 Abs. 1 S. 1 WDO).

## Einfaches Disziplinarverfahren
Ist die Einleitung eines gerichtlichen Disziplinarverfahrens geboten, führt der zuständige Disziplinarvorgesetzte die Entscheidung der Einleitungsbehörde herbei (§ 41 WDO).

## Förmliche Anerkennungen
Über die Rücknahme förmlicher Anerkennungen entscheidet die Einleitungsbehörde. Hat ein höherer Disziplinarvorgesetzter die förmliche Anerkennung erteilt, steht ihm die Entscheidung zu (§ 14 Abs. 2 S. 1 f. WDO). 